# Black Hills Country Band
The Black Hills Country Band was een Belgische countryband met een Euregionale uitstraling. Ontstaan in 1982 uit het dansorkest de The Black Hills, bestond de formatie in 2012 30 jaar als countryband. In die hoedanigheid toerde de band met succes door Nederland, België en Duitsland. Door haar verscheidenheid in stemmen en instrumenten en een zeker entertainmentgehalte was the Black Hills Country Band naar eigen zeggen een graag geziene gast op vele evenementen in voornoemde landen.
Sinds 1967 bestonden de Black Hills, waar François Goossens medeoprichter van was. In 1982 werd de naam omgedoopt in Black Hills Country Band. François was bassist-zanger en regelde het management van de band. Hij deed de presentatie en aankondigingen gedurende de avond.
In mei 2015 heeft de band, mede na het overlijden van hun gitarist-zanger, in gezamenlijk overleg besloten om met onmiddellijke ingang te stoppen met optreden.
Twee leden van de band, Carine en François, gingen door als Black Hills Duo.

## Discografie
- 1988: Country Party
- 1989: In the shadow of the Black Hills
- 1991: Hilltops
- 1994: All In
- 1996: Part Three
- 1997: Live
- 1998: Anything or anytime
- 1998: Merry Christmas
- 2000: Some of the best
- 2001: We
- 2006: Let's work it out
- 2008: Twenty Five (cd + dvd)
- 2012: Some of the best vol. 2